# Tirocinio formativo attivo

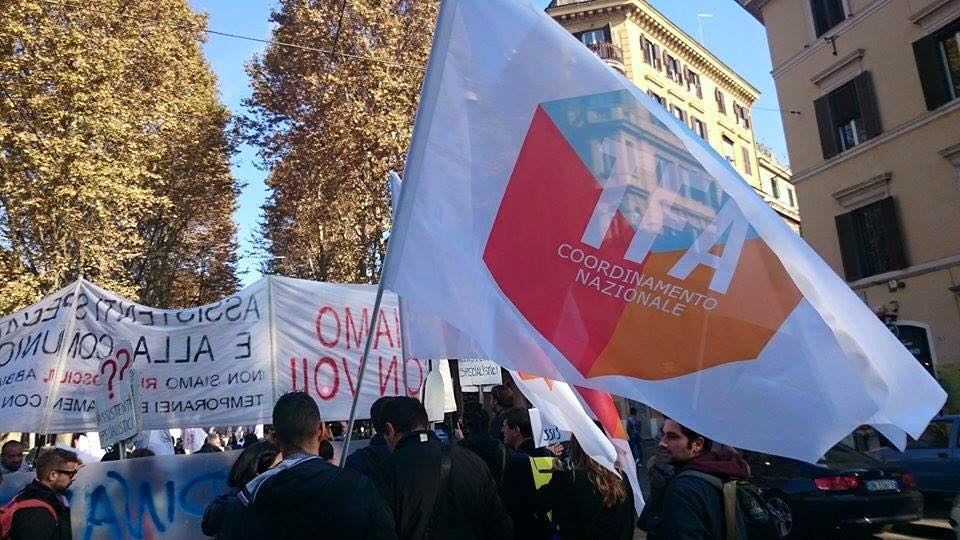
Manifestazione dei docenti abilitati via TFA a Roma, contro l'esclusione dal piano di assunzioni previsto dal governo Renzi.

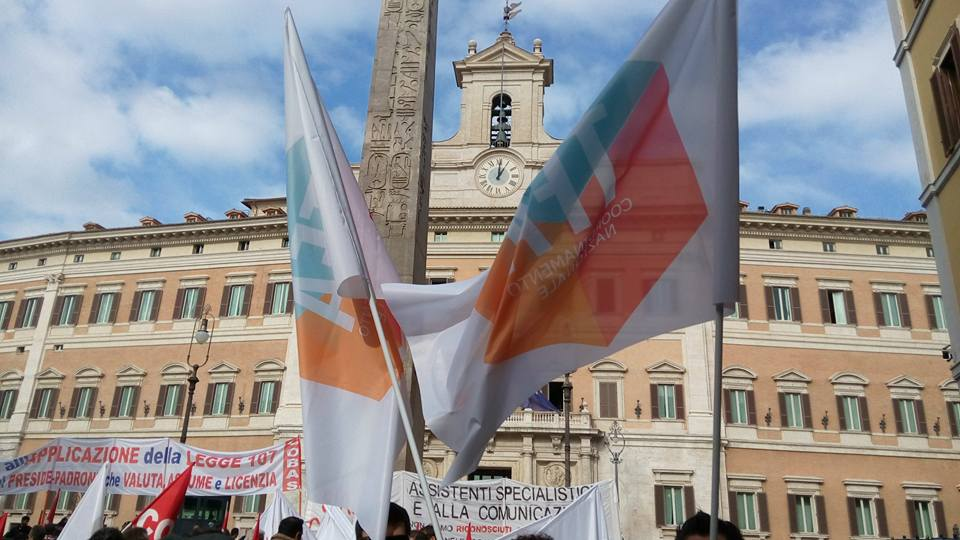
Manifestazione del "Coordinamento Nazionale TFA" a Roma a Montecitorio.

Il tirocinio formativo attivo (abbreviato in TFA) è un corso universitario annuale finalizzato all'abilitazione per l'insegnamento nelle scuole secondarie italiane. Il primo ciclo fu istituito nell'anno accademico 2011-2012 (anche se i corsi si svolsero di fatto nell'anno accademico successivo), il secondo nell'a.a. 2014-2015.
A partire dal terzo ciclo, il TFA consente esclusivamente di acquisire la specializzazione su posti di sostegno agli alunni con disabilità, mentre per ciò che riguarda l'insegnamento delle discipline su posti comuni è stato sostituito da altri percorsi abilitanti mai attivati.

## Storia
Il TFA costituì il superamento delle scuole di specializzazione all'insegnamento secondario (SSIS) e fu introdotto dal decreto del Ministero dell'Istruzione, dell'Università e della Ricerca n. 249 del 10 settembre 2010, emanato ai sensi della legge n. 244 del 24 dicembre 2007, e modificato dal decreto del MIUR n. 81 del 25 marzo 2013. Il I ciclo fu bandito nell'anno accademico 2011-2012 e, secondo l'allora ministro Mariastella Gelmini, si trattava del "percorso più duro e professionalizzante per abilitare una classe docente", in quanto su oltre 150.000 candidati furono ammessi solo 11.000 docenti, nonostante i posti a disposizione fossero 20.000. Al I ciclo, che si svolse di fatto tra il 2012 ed il 2013, furono anche ammessi in sovrannumero, esonerati dalle prove selettive, gli ex specializzandi SSIS che, per giustificati motivi, avevano sospeso la frequenza delle SSIS e non avevano poi potuto riprenderla a causa della loro soppressione. Il II ciclo si svolse nell'a.a. 2014-2015. Il governo Gentiloni, con il decreto legislativo 13 aprile 2017, n. 59 attuativo della legge 13 luglio 2015, n. 107, stabilì la soppressione dei TFA disciplinari prevedendone la sostituzione con i percorsi di "Formazione Iniziale e Tirocinio" (FIT) a loro volta aboliti dalla legge 30 dicembre 2018, n. 145. Da allora vengono banditi esclusivamente cicli di TFA dedicati all'abilitazione per diventare insegnante di sostegno, che fino al 31 dicembre 2025 verranno affiancati a percorsi INDIRE per il conseguimento della medesima.

## Disciplina normativa
Il D.M. 249/2010 prevedeva che i percorsi formativi per l'insegnamento nella scuola secondaria di primo e secondo grado fossero articolati in “un corso di laurea magistrale biennale ed un successivo anno di tirocinio formativo attivo". I corsi TFA potevano essere istituiti presso una facoltà universitaria o presso le istituzioni di alta formazione artistica, musicale e coreutica che ne erano altresì sedi amministrative.
Si trattava di un corso di preparazione all'insegnamento di durata annuale istituito dalle università che attribuiva, all'esito di un esame finale, il titolo di abilitazione all'insegnamento in una delle classi di concorso previste dal D.M. del MIUR 30 gennaio 1998 n. 39. Il TFA veniva attivato per ciascuna classe di abilitazione secondo il fabbisogno.

## Accesso
L'accesso ai corsi TFA era regolato da tre fasi di prove:
- un test preliminare predisposto dal Ministero e comune a tutte le università, composto da 60 quesiti con quattro opzioni di risposta ciascuno di cui una sola esatta; il punteggio minimo per superare il test preliminare era di 21/30;
- una prova scritta predisposta da ciascuna università, superabile con un punteggio minimo 21/30;
- una prova orale, superabile con un punteggio minimo di 15/20.

Dopo la fase di test veniva stilata una graduatoria dei candidati che avevano superato le tre prove. A ciascuno veniva attribuito un punteggio derivante dalla somma del punteggio della prova scritta e di quella orale. La graduatoria finale di merito sommava all'esito di queste tre prove (massimo dei punti 80) il punteggio derivante dai titoli di servizio e culturali dichiarati nella domanda (massimo 20 punti). Potevano accedere quindi al corso i primi candidati in graduatoria fino al raggiungimento del numero di posti disponibili indicato dal bando emanato dall'università.

## Attività
Quanto alle attività, l'art. 10 del predetto decreto stabiliva che:
a) insegnamenti di scienze dell’educazione;

b) un tirocinio indiretto e diretto di 475 ore, pari a 19 crediti formativi, svolto presso le istituzioni scolastiche sotto la guida di un tutor (...); almeno 75 ore del predetto tirocinio sono dedicate alla maturazione delle necessarie competenze didattiche per l’integrazione degli alunni con disabilità (…);

c) insegnamenti di didattiche disciplinari che, anche in un contesto di laboratorio, sono svolti stabilendo una stretta relazione tra l’approccio disciplinare e l’approccio didattico;

d) laboratori pedagogico-didattici indirizzati alla rielaborazione e al confronto delle pratiche educative e delle esperienze di tirocinio.»
A conclusione del tirocinio formativo attivo, previo superamento di un esame finale, si conseguiva il titolo di abilitazione all'insegnamento nella relativa classe di abilitazione.

## I percorsi FIT
Dopo la soppressione dei TFA l'abilitazione all'insegnamento nelle scuole secondarie si sarebbe dovuta conseguire attraverso il percorso triennale di Formazione Iniziale e Tirocinio (FIT), che prevedeva l'integrazione tra il conseguimento dell'abilitazione all'insegnamento ed un percorso di tirocinio progressivamente retribuito fino all'immissione in ruolo. In particolare nel terzo ed ultimo anno del FIT il docente avrebbe sottoscritto un contratto di supplenza annuale in una scuola che avrebbe avuto anche valore di periodo di prova, al termine del quale, in caso di esito positivo, sarebbe seguita la sottoscrizione del contratto a tempo indeterminato. Tale percorso rimase in realtà sulla carta: il FIT fu svolto esclusivamente nell'a.s. 2018-2019 da parte dei vincitori di un concorso riservato a docenti già abilitati e che per questo furono ammessi direttamente al terzo anno, per svolgere in tale anno scolastico il periodo di formazione e prova previsto per i neoassunti. Con la Legge di Bilancio 2019 (L. 145 del 30 dicembre 2018) il governo Conte I abolì anche il FIT stabilendo che l'abilitazione all'insegnamento dovesse conseguirsi esclusivamente tramite concorsi periodici.

## I percorsi abilitanti
Il DPCM del 4 agosto 2023 - comprensivo di diversi allegati - ha definito le modalità di erogazione, i requisiti di accesso e la struttura dei nuovi percorsi abilitanti di formazione iniziale, con indicazione dei crediti formativi universitari (CFU) e crediti formativi accademici (CFA) richiesti, finalizzati al conseguimento dell'abilitazione all'insegnamento nelle scuole secondarie di primo e secondo grado.